# IC 3431
IC 3431 је спирална галаксија у сазвјежђу Дјевица која се налази на листи објеката дубоког неба у Индекс каталогу.
Деклинација објекта је + 11° 36' 51" а ректасцензија 12h 30m 24,2s. Привидна величина (магнитуда) објекта IC 3431 износи 15,7 а фотографска магнитуда 16,5.